# 托克塔米什-格來
托克塔米什-格來（1589年—1608年)，克里米亞汗國可汗，1607－1608年在位。
他是先可汗加齊格萊二世之子，他在位時間很短，很快被塞拉梅特·格來一世取代和殺害。